# ゴジラ・エビラ・モスラ 南海の大決闘
『ゴジラ・エビラ・モスラ 南海の大決闘』（ゴジラ エビラ モスラ なんかいのだいけっとう）は、1966年（昭和41年）12月17日に公開された日本映画で、「ゴジラシリーズ」の第7作である。製作は東宝。総天然色、シネマスコープ（東宝スコープ）。略称は『南海』。監督は福田純、主演は宝田明。
併映は『これが青春だ!』。
初回興行時の観客動員数は345万人。

## 解説
南海の孤島を舞台に、若者たちの活躍を描いたアクション活劇。従来の怪獣映画とは毛色の異なる作風となっており、本作品でのゴジラは人類の敵でも味方でもない中立の存在と語られている。従来のような都市破壊描写も存在しない。新怪獣のエビラはシリーズ初の水中怪獣であり、ゴジラとの水中戦が見どころの1つとなっている。タイトルにはモスラも名を連ねているが、出番は少ない。
第一次怪獣ブームの中で制作された本作品は、加山雄三の「幸せだなァ！」や膝を抱えた寝姿など、前作以上にゴジラの描写に対する変化が顕著となった。
本作品以降、1960年代後半のゴジラシリーズでは島が主要な舞台となった。

## ストーリー
青年・良太は、南方海域にて遠洋漁船ごと行方不明になった兄の漁師・彌太が生きていると告げた恐山のイタコの託宣を信じ、マスコミを頼って単身上京する。ヨットの賞品が懸かった「耐久ラリーダンスコンクール」を知り、会場を訪れた良太は、途中ギブアップした出場者の大学生・仁田、市野と知り合う。その晩、葉山海岸に向かった一同は、ヨットハーバーにあった太平洋横断用のヨット「ヤーレン号」に無断で泊まり込むが、そこには訳あり風の男性・吉村がオーナー顔で居座っていた。翌朝、目覚めた一同は良太の手でヤーレン号が港を離れて太平洋上を航行していることを知ったうえ、ラジオで銀行の金庫破りが逃亡中であることを報じるニュースを聞いて吉村に疑いを抱く。こうして吉村らは良太の兄探しに同行する羽目となったが、やがて暴風雨の中で巨大なハサミに突如襲われてヨットは転覆し、南海の孤島・レッチ島に打ち上げられる。
4人が上陸したレッチ島は世界制覇を目指す秘密結社「赤イ竹」の工場となっており、原水爆の製造が行われていた。良太らの見守る中、黄色い液を海に散布しながら、島の波止場に赤イ竹の奴隷輸送船が入港してくる。隙を見て脱走した奴隷が小舟を奪って海へ出るが、たちまち現れた巨大なエビの怪獣・エビラの餌食になってしまう。ヤーレン号を転覆させたのはエビラの巨大なハサミであり、輸送船の撒いていた黄色い液はエビラの苦手とする木の実の汁であった。赤イ竹は巨大蛾・モスラの住むインファント島の住民を奴隷として強制連行して労働を強要し、黄色い汁の製造に従事させていたのである。
島からの脱出案を練る吉村らは、脱走して来たインファント島の娘・ダヨと出会う。ダヨは彌太がインファント島で無事にいることを良太に教え、行動を共にするようになる。まもなく、偶然島の谷底の洞窟にて眠るゴジラを発見した一同は避雷針を急ごしらえし、落雷による電気ショックを与えて目覚めさせる。ゴジラは本能的にエビラと戦うが決着はつかず、大コンドルや赤イ竹の戦闘機隊とも暴れるように戦いながら、赤イ竹の重水工場へ向かう。気球でインファント島へ流れ着いた良太は彌太と再会する。吉村は得意の錠前破りで基地に潜入するが、仁田は赤イ竹に捕まり、監禁された先のインファント島民たちと同じ洞窟にて彼らに呼びかけ、偽の黄色い汁を作らせる。
やがて防衛線を突破したゴジラは施設を破壊し、赤イ竹は基地の放棄を決定して島の核爆破装置を起動させる。しかし、黄色い液が仁田と原住民によって偽物にすり替えられていたため、輸送船で脱出した赤イ竹はエビラに襲撃されて全滅する。ゴジラとエビラが再び激戦を繰り広げる中、目覚めたモスラはインファント島民たちを救出するべくレッチ島に向かっていた。
原住民の作ったかごに乗り込んだ一同は、モスラによってレッチ島からの脱出に成功する。エビラを撃退したゴジラは、島からの脱出を呼びかける吉村たちの声に状況を察して海に飛び込み、爆発する島を後にするのだった。

## 登場人物
吉村（）
本作品の主人公。実は金庫破りで、ヤーレン号に潜伏しているところを市野たちに出くわし、良太の彌太探しに無理矢理駆り出される。鍵穴を見るとムズムズする性格と自称するが、根は浪花節に弱い人情家。口にする「武器はなくともアイデアで勝負だ」という言葉が、立ち回りにおいて役に立つことになる。

ダヨ
本作品のヒロイン。日本語を話せるインファント島の娘で、「赤イ竹」によってレッチ島にさらわれていたが、一瞬の隙に監視をかいくぐって脱走したところで吉村らと出会い、島民救出のために奔走する。なお、捕えられていた原住民の老人もダヨと同じく日本語を理解している。
- 演じる水野久美は、南国の女性を演じるためにドーランを全身に塗っており、皮膚呼吸が困難になることから、1時間ごとにシャワーで洗い流し、休憩後に塗り直さなければならず苦労した旨を語っている。また、靴を履いていないという設定で、夏の撮影で岩場でのロケが多かったが、怪我することはなかったという。
- 商品化権申請用とみられる特写スチールが存在しているが、公開当時に商品化は行われなかった。

市野（） / 仁田（）
共に耐久ラリーダンス大会に参加し、途中でギブアップした二人組の大学生。そこで良太と知り合い、ヤーレン号に乗り込む。吉村と共に彌太探しに無理矢理駆り出される。
仁田は山岳部に所属しているが、レッチ島に落ちていた刀を見るなり悲鳴をあげたり、洞窟で眠っていたゴジラに必要以上におびえたりと気の弱い性格。赤イ竹の探索気球で逃走を図るものの捕まってしまい、そこで奴隷として使役されていたインファント島民たちと共に偽の黄色い汁を製造する。
市野は理工科に所属しており、島内の基地を重水工場と見抜き、赤イ竹壊滅のためにゴジラを目覚めさせようと提案する。

良太（）
東北地方の田舎に住む学生。イタコの言葉を信じ、遭難した彌太を探すために上京して吉村らと出会い、ヤーレン号で彌太の行方を捜索しようとするが、エビラに襲撃されてレッチ島に漂着する。吉村が持っていた銃を玩具と見抜いており、簡単に分解できる。一人称は「おら」。

弥太（）
良太の兄。マグロ漁船の漁師で、大シケのために漁船は沈没し、行方不明となっていた。漂着先のインファント島にて島民たちと共にモスラを目覚めさせようとしていたところ、良太と再会する。後にレッチ島にて吉村たちと合流し、拉致されたインファント島民たちの救出計画に加わる。その義侠心の厚さと血の気の多さから、地元では「浪花節の彌太」の異名を取る。良太と同様、一人称は「おら」。

カネ
彌太と良太の母。冒頭のみ登場。

竜尉隊長（）
赤イ竹の警備隊長で、左目に眼帯を着けている。吉村らを執拗に追跡するが、詰めが甘く失敗を繰り返す。最後は基地を放棄して司令官らと共に水上艇で逃亡しようとするが、エビラに襲撃されて海に没する。

赤イ竹司令官
赤イ竹のレッチ島基地司令官。ゴジラを「革命的怪物」と名付ける。最後は基地を放棄して竜尉隊長らと共に水上艇で逃亡しようとするが、エビラ除けの黄色い汁が偽物にすり替えられていたためにエビラに襲撃され、組織は壊滅する。

白衣の男
赤イ竹の重水の製造に携る2人の科学者。そのうちの1人がレッチ島内の地下核爆発装置を作動させた直後、ゴジラの襲撃に巻き込まれて瀕死の重傷を負い、吉村らにレッチ島が残り数時間で核爆発によって水没することを告げ、絶命する。

## 登場キャラクター
ゴジラ

エビラ

モスラ

小美人

### 大コンドル
その名の通り獰猛な性質の現生種コンドルの10倍もの大きさを誇る巨大な猛禽類で、レッチ島の岩山に生息している。好戦的な性格で、大型動物や人間を捕食する。鋭利な爪や嘴を武器とする。
エビラとの戦いに引き分けて岩山にて居眠りをしていたゴジラを奇襲し、手や尻尾に噛みついたり嘴で突っついたりしてゴジラを苦しめるが、放射熱線を浴びせられて翼を燃やされると煙を上げながら岩場に激突し、海へ墜落する。
- 東宝怪獣で初めての鳥の怪獣である[110]。
- 元々本作品はキングコングを出演させる予定だったため、『キング・コング』に登場したプテラノドンのオマージュとなっている[112][9]。
- 造形物は、『三大怪獣 地球最大の決戦』（1964年）で作られた飛行用ラドンの1尺サイズミニチュアの改造[出典 41][注釈 15]。このミニチュアはゴジラと同時に円谷特技プロへ貸し出され、特撮テレビドラマ『ウルトラQ』の第1話「ゴメスを倒せ！」に登場する怪鳥リトラに改造されており、返却後に本作品用として再改造された[90][93]。頭部は新規造形で、首にはリトラの名残りと思われる鱗状のモールドが見られる[93]。ゴジラと戦う際にアップになる頭部はギニョールと思われるため、顔が違う[93]。なお、改造はすべて東宝の特殊美術スタッフによる。翼の形状や上部のディテールなどはラドンのままである[69]。
- 1969年公開の『ゴジラ・ミニラ・ガバラ オール怪獣大進撃』では、ライブフィルムで登場[115]。一郎には、「大コンドル」ではなく「大ワシ」の名称で呼ばれている[出典 42]。資料によっては、『南海の大決闘』のものも大鷲と表記している[103]。
- 2017年公開の『GODZILLA 怪獣惑星』の前日譚を描く小説『GODZILLA プロジェクト・メカゴジラ』では、北アフリカに生息する個体が登場。作中世界の2042年以降、「オペレーション・ロングマーチ」に参加する兵士たちを餌食にしていた[118]。
- 日米ともにファンの人気が高く、2024年に実施された「ムービーモンスターでソフビ化してほしい投票」では第1位を獲得している[119]。

## 赤イ竹
南洋の島レッチ島にて、秘密裏に水爆の原料である重水を製造していた秘密組織。資料によっては、赤い竹と表記している。英字表記はRED BUMBOO。
全員とも軍服を着用しており、胸の前で右腕を水平に構える独特の敬礼を行う。隣島のインファント島の人間を連行して強制労働させ、木の実からエビラよけの黄色い汁を製造させていた。眠りから覚めたゴジラに基地を破壊されて水上艇で逃げようとするが、仁田らに黄色い汁をすり替えられていたため、エビラに襲撃されて全滅した。
- 赤イ竹基地の本編セットはオープンセットで組まれた[10]。

赤イ竹戦闘機
レッチ島防衛のため、ゴジラ対策に繰り出したジェット戦闘機。パイロットは映らず、車輪の収納箇所はない。イギリス空軍のライトニングと、ソ連空軍のミグ19を合体させたような形状をしている。
赤イ竹本部からレッチ島に飛来してゴジラをロケット弾で攻撃するが、効果がなく叩き落とされるほか、ゴジラを回避しようとして岩山に激突するなどの果てに何機かが撃墜される。
『ゴジラ・ミニラ・ガバラ オール怪獣大進撃』にもライブフィルムで登場する。
- 1尺サイズのミニチュアが多数登場する。

赤イ竹水上艇
小型水上警備艇。インファント島民の強制連行と、レッチ島にて製造された兵器「烈1号」の本部への輸送に用いられる。後方に垂直尾翼のようなものが存在するが、実際には飛ばない。先端部に黄色い汁を垂れ流す放水ノズルが装備されているほか、艦橋上部に4門の火器を装備している。
物語終盤で赤イ竹隊員が逃走に使用するが、黄色い汁が偽物にすり替えられていたため、エビラに襲撃されて破壊される。
- 2尺サイズのミニチュアと、船舶を改造した実物大の2種が撮影に使用された。

探索気球
脱走者を監視する探索気球。色は赤と白のツートンカラー。

銃器類
トンプソン短機関銃・M1カービン・MP40・M1919
- 後にプロップは、映画『ガンヘッド』（1989年）の連邦軍兵士のマシンガンに流用された。

## 設定
レッチ島
赤イ竹が基地を構える南海の孤島。インファント島からほど近いが、小美人からは「悪魔の島」と呼ばれる。
- 公開当時のポスターでは、レッチ島のパノラマ地図を掲載したものもある。

インファント島

ヤーレン号
アメリカ人のジェイムズ・コンウェイが所有する大型ヨット。英字表記はYAHLEN。
太平洋横断のために整備され葉山ヨットハーバーに停泊していたが、吉村が中に入り込んでおり、さらに市野らが無断で乗り込んで出航してしまう。レッチ島付近で暴風雨に遭遇したのち、エビラのハサミに襲われ沈没する。
- ミニチュアは、東宝特殊美術課によるものと外注によるものがあり、1/3、1/6、1/10、1/20など複数のサイズで制作された。
- その後、ミニチュアは『ゴジラ対ヘドラ』（1971年）にて港のセットに係留されている。このミニチュアは、その後の別作品でも使用され、2014年時点で片側が黒く塗られた状態で東宝の倉庫に現存していることが確認されている。

## キャスト
- 吉村[出典 47]：宝田明
- ダヨ[出典 48]：水野久美
- 竜尉隊長[出典 49]（「赤い竹」竜尉隊長[20][39]）：平田昭彦
- 基地司令官[出典 50]（基地司令[59][150]、「赤い竹」基地司令官[20][39]）：田崎潤
- 仁田[出典 51]：砂塚秀夫
- 市野[出典 52]：当銀長太郎
- 弥太[77][注釈 8]：伊吹徹
- 良太[出典 53]：渡辺徹[注釈 19]
- 船長[出典 54]（「赤い竹」船長[20][154]）：天本英世
- 原住民A[出典 55]（原住民[10]、島民A[78]、インファント島民[155]）：沢村いき雄
- 白衣の男1[出典 56]（「赤い竹」白衣の男1[20]、白衣の男A[56][74]）：伊藤久哉
- デスク[出典 57]（新聞社デスク[157]）：石田茂樹
- カヌーで逃げる原住民[140][158]（カヌーで逃げる島民1[78]）：広瀬正一
- カヌーで逃げる原住民[140][159]（カヌーで逃げる島民2[78]）：鈴木和夫
- 村人[出典 58]：佐田豊
- 老婆（イタコ）[出典 59]：本間文子
- カネ[出典 60]（良太と弥太の母カネ[10][59]）：中北千枝子
- 漁業組合長[出典 61]：池田生二
- 白衣の男2[出典 62]（「赤い竹」白衣の男2[20]、白衣の男B[56]）：岡部正
- 中年記者[出典 63]：大前亘
- 若い記者[出典 64]：丸山謙一郎
- 警備兵[166][78]（赤い竹警備兵[20][167]）：緒方燐作
- 赤イ竹隊員[16][168]（赤い竹警備兵[20]）、インファント島島民[16][168]：勝部義夫
- 巡査[出典 65]：澁谷英男
- ゴジラ[148]：中島春雄
- エビラ[出典 66]：関田裕
- 小美人[出典 67]：ペア・バンビ
- インファント島島民[20][16]：スタジオNo.1ダンサーズ

### キャスト（ノンクレジット）
- インファント島民[170][171]（原住民老婆[172][28]、島民老婆[78]）：小沢憬子
- 新聞社社員、赤イ竹隊員：石川隆昭[173]
- インファント島民：谷和子[174]、篠原正記[146]、今井和雄[175]、坪野鎌之[176]、門脇三郎[152]
- ラリーダンスの客：伊藤実[177]、久野征四郎[178]
- 赤イ竹隊員：小松英三郎[178]、鈴木治夫[179]
- 記者、インファント島民：加藤茂雄[180]
- ラリーダンスの観客、インファント島の原住民、新聞社社員：川口節子[181]
- 新聞社社員、ラリーダンスの客、赤イ竹隊員：大仲清治[182]

## スタッフ
参照
- 製作：田中友幸
- 脚本：関沢新一
- 撮影：山田一夫
- 美術：北猛夫
- 録音：吉沢昭一
- 照明：隠田紀一
- 音楽：佐藤勝
- 整音：下永尚
- 監督助手：佐野健
- 編集：藤井良平
- 音響効果：金山実
- 現像：東京現像所
- 製作担当者：橋本利明
- 特殊技術
  - 監督補：有川貞昌
  - 撮影：富岡素敬、真野田陽一
  - 光学撮影：徳政義行
  - 美術：井上泰幸
  - 照明：岸田九一郎
  - 操演：中代文雄
  - 合成：向山宏
  - 監督助手：中野昭慶
  - 製作担当者：坂本泰明
- 特技監督：円谷英二
- 監督：福田純

### スタッフ（ノンクレジット）
- スチール：副田正男[17]
- 特殊技術
  - 光学撮影：小野田浩、川北紘一[17][注釈 20]
  - 火薬：山本久蔵、渡辺忠昭[17]
  - 造形：利光貞三、八木康栄[17]
  - スチール：田中一清[17]

## 製作
本編監督や音楽担当も、それまでの「ゴジラシリーズ」の主軸を務めた本多猪四郎から福田純へ、伊福部昭から佐藤勝へ変わり、作風もそれまでの重厚なものから軽快なものへ変わっている。主演の宝田明と福田は、前年に映画『100発100中』でも組んでおり、同作品に近い作風とも評される。書籍『ゴジラ・デイズ』では、007シリーズのパロディと称している。
『ゴジラの逆襲』以来の参加となった佐藤は、エビラのモチーフにエレキギターを取り入れるなど、当時の流行を取り入れている。一方、南海の孤島を舞台にしていることからエキゾチックさを意識しつつ、旋法にこだわらず無国籍感を出している。劇中で小美人が歌う「モスラの唄」は、ザ・ピーナッツ時代の「モスラの歌」とは別の曲であり、本作品のために佐藤が作曲した。

### 企画経緯
本作品の公開年である1966年5月、東宝は『キングコング対ゴジラ』（1962年、本多猪四郎監督）製作の際にアメリカのRKO社から取得した「キングコング」の5年間分のキャラクター使用権を活用してもう1本「キングコング映画」を製作しようと、南海の孤島を舞台にキングコング、エビラ、モスラの3大怪獣の登場する特撮映画『ロビンソン・クルーソー作戦 キングコング対エビラ』を企画する。監督には福田純を予定し、関沢新一によって脚本化されたが、アメリカ側が内容に難色を示したため、この企画は仕切り直されることとなり、より合作色の強い『キングコングの逆襲』（1967年、本多猪四郎監督）として翌年に制作されることとなった。
一方、不採用となった『キングコング対エビラ』の脚本は、主役のキングコングをゴジラに置き代え、「ゴジラシリーズ」の一編として再利用されることとなり、本作品が製作された。本作品におけるゴジラが『キングコング対ゴジラ』のキングコングに近く陽気な性格になっていたり、落雷を浴びて復活したりする描写が見受けられるのは、この経緯による。このキャラクター性の変化は子供たちから好評を得て、以降の昭和シリーズが子供向け路線へ転換する一因となった。
脚本を担当した関沢新一は、本作品について日本人科学者が中国へ渡ったとする当時の新聞記事に着想を得たと述べている。「赤イ竹」という組織名について、書籍『ゴジラ画報』ではコミュニストを象徴する赤と中国の竹を連想させるものと解釈している。エビラも、赤い体色と手の鎌が共産圏をイメージしたものとされる。

### 配役
キャスティングでは「眼帯をつけた平田昭彦」「田崎潤の司令官」など、それまでの作品とは善悪が逆転したパロディ的な要素が見受けられる。特に平田は、それまで「怪獣や宇宙人と心中する」ことはあっても決して「怪獣に殺される」ことは無かったが、本作品では「エビラのハサミによって船もろとも海に沈められる」という、ファンの意表を突く死に様を演じて見せた。
『モスラ』（1961年）以来ザ・ピーナッツが演じてきた小美人は、本作品では彼女たちと同様に双子タレントであるペア・バンビに交代している。ペア・バンビの杉浦洋子（岡田よう子）によれば、ザ・ピーナッツ側の都合ではなく、設定をリニューアルする意図によるものであったという。ペア・バンビは本格的な映画出演はこれが初めてであったが、本作品の撮影後、姉ゆう子の結婚などを理由に事務所の契約更新を断り、芸能界を引退した。
島の娘ダヨには、内藤洋子や酒井和歌子に続く1966年のホープ・高橋紀子が起用され、撮影も開始されたが、彼女はクランクイン直前に急性虫垂炎で入院してしまう。そこで、「ゴジラ映画なら」と急遽水野久美が代役を務めることになり、当時29歳の水野が19歳の高橋を想定して書かれたシナリオのままに演じている。その後、高橋は特撮テレビドラマ『ウルトラQ』第23話「南海の怒り」で同様の役柄を演じている。また、市野役も当初は松竹の山本豊三が起用されていたが、当銀長太郎に変更された。
主演の宝田明は、本作品のころより気を張らずに軽く演じることを重視するようになり、明快なヒーローではない金庫破りという設定がフランスの冒険映画のようであったと述懐している。
彌太役の伊吹徹は、良太役の渡辺徹について東宝の俳優ではなかったと証言しており、どういった立場での参加であったかはわからない旨を述べている。

### 特撮
特殊技術スタッフは、撮影の有川貞昌が監督補に昇格し、事実上の特技監督を務めた。ゴジラシリーズで円谷英二が特技監督としてクレジットされるのは、本作品が最後となった。
有川は、本作品の前に円谷プロダクションへ出向し、特撮テレビドラマ『ウルトラQ』に参加したが、自身は映画のほうが性に合っていると感じたという。そのころ、東宝から「いつまでも円谷に頼っていてはだめだ」と特技監督を務めることを打診され、東宝が円谷に掛け合って監督補に就任することとなった。
有川によれば円谷は現場にはいなかったが、本編との打ち合わせを苦手としていた有川は円谷を介して本編側に話を通してもらっていたという。また、映画界全体での興行成績の低下によって予算的な制約が多くなり、円谷からも「合成はあまりやるな」と言われていた。一方、円谷は編集は自身に任せるよう有川に告げており、撮影後のカットへの注文が多かったという。ゴジラのスーツアクターを務めた中島春雄は、ゴジラが加山雄三のマネをするシーンは円谷が直接演出を行っていたと証言している。
エビラの造形は、ザリガニやイセエビの現物を持ち込んで研究したが、現物をそのまま拡大しても意外に怖くないことに気付き、怖そうな部分だけを集めたと、特殊美術造形の利光貞三は述べている。また、エビラのスーツは海中で暴れるために完全防水にする必要があることから、主に合成ゴムで1週間から10日間をかけて造ったものである。エビラの動きはスーツアクター（関田裕）だけでは不十分で、上部から吊るした細いワイヤで身体の数か所を釣り上げて操作を行ったが、関田は「こっちの背中がエビみたいに曲がったりして苦しくて」と述べている。
本作品では、セットプールでの撮影が多いことも特徴である。
ラストのレッチ島崩壊シーンは『大冒険』（1965年、古澤憲吾監督）の流用である。

## 再上映
- 東宝チャンピオンまつり（1972年夏）
  - 74分[1][12][注釈 28]。観客動員数は78万人[41]。
  - 子門真人歌唱によるイメージソング「ゴジラのお嫁さん」「ロック・ロック・ゴジラ」も製作され、東宝レコードから発売された[208]（規格品番：DS-1004）。
  - 同時上映は『ミラーマン』・『かしの木モック』・『天才バカボン 別れはつらいものなのだ』・『赤胴鈴之助』（アニメ版）の計4本[20]。
- ゴジラ映画大全集（1979年夏）
  - 全国5つの東宝直営館で行われたプログラム内で、8月6日に再上映された。

## 海外版
当初、東宝の国際部では本作品に『EBIRAH 〜HORROR OF THE DEEP〜（エビラ・深海の恐怖）』という英語タイトルを付けて世界各国へ売り込んだが、アメリカではウォルター・リード・オーガニゼーションの配給により、『Godzilla vs. the Sea Monster（ゴジラ対海の怪物）』の題名で1967年にテレビ放送された後、『EBIRAH 〜HORROR OF THE DEEP〜』のタイトルで劇場公開された。タイトルクレジットがすべて英語に変更され、台詞もすべて英語にアフレコし直されている。
英語の吹き替えは2種類存在しており、東宝国際版の吹き替えはフロンティア・エンタープライズが制作。アメリカ公開版はTitraが制作し、ピーター・フェルナンデスが演出した。

## 映像ソフト
- ビデオ
  - 1980年代初頭に左右トリミング画面で発売。このバージョンは冒頭の東宝マークが「東宝株式会社配給」とあり、途中で英語の字幕[注釈 30]が入る、ラストの「終」の題字が "THE END" に差し代わっているなど、海外輸出用プリントに日本語音声を合わせたことがうかがえる仕様となっていた。また、オリジナルの上映時間が87分であるにもかかわらず、パッケージに収録タイム90分と表記されていたが[212]、実際には45分あたりで画面が黒転し（必要がないにもかかわらず）テープの入替を促すメッセージが約3分間映し出される仕様となっていた（上記を除くと上映時間は同じノーカットである）。1991年には、シネマスコープ仕様の廉価版として、パッケージを変更したうえで再販された。
  - VHS 品番 TG1947[4]
    - 1991年12月に廉価版発売[31]。品番TG4293[31][213]
- レーザーディスク
  - 1989年発売。ノーカット・シネマスコープ版。品番 TLL2049[213]。VHD版も発売された[214]。
  - 1992年8月1日に発売されたLD-BOX「ゴジラ激闘外伝」に、東宝チャンピオンまつり版が収録された[215]。
- DVD
  - 2003年6月21日にジュエルケース版が発売[216][217]。オーディオコメンタリーは中島春雄[217]。 特典には、1972年ごろに発売された『ゲゾラ・ガニメ・カメーバ 決戦!南海の大怪獣』を編集した8mm+ソノシート「ジャンボ怪獣島」とセットの絵本「ジャンボ怪獣島」が収録されている[217]。
  - 2005年4月22日発売の「GODZILLA FINAL BOX」にも収録されている[218]。
  - 2008年2月22日発売のトールケース版「ゴジラ DVDコレクションII」にも収録されており、単品版も同時発売された[219]。
  - 2014年5月14日には「ゴジラ60周年記念版」として期間限定の廉価版が発売[220]。
  - 2016年6月15日、東宝DVD名作セレクション版が発売[221]。
- Blu-ray Disc
  - 2014年7月16日に発売[222]。

## 漫画
- 園田光慶作画で『ぼくら』1967年1月号の別冊付録に掲載されたあと[223][224]、1992年に『ゴジラVSモスラ決戦史』（竹書房）に収録された[146]。
- 井上のぼる作画[225][信頼性要検証]。
- 1984年から1985年に秋田書店「MOVIEコミックス」よりフィルムコミックが発売された[226]。

## その他の作品
ソノシート『ゴジラ・エビラ・モスラ 南海の大決闘』
朝日ソノラマより1966年12月22日に発売された。本作品以降、同社によるソノシートドラマの発売が恒例となった。
ソノシートは、1970年に書籍『怪獣大襲撃』（朝日ソノラマ）の付録として再録された。絵本部分は1999年に『大復刻怪獣ソノシートブック』（朝日ソノラマ）へ再録された。

## 関連作品
『現代の主役 ウルトラQのおやじ』（1966年6月2日、TBSテレビ）
実相寺昭雄演出のドキュメント番組。最初期の「キングコングとモスラの映画企画」を打ち合わせする円谷英二とキャメラマンの有川の様子が見られる。福田本編監督の起用や有川の演出代行も会話に出てくる。

『ゴジラ』（1984年）
石坂浩二が演じる原発職員の衣装に赤イ竹の階級章が逆さにつけられている。